# Jaglino
Jaglino (deutsch Jäglin) ist ein Wohnplatz in der Woiwodschaft Westpommern in Polen. Er liegt im Gebiet der Gmina Rymań (Landgemeinde Roman) und gehört mit dieser zum Powiat Kołobrzeski (Kolberger Kreis).

## Geographische Lage
Der Wohnplatz liegt in Hinterpommern, etwa 85 Kilometer nordöstlich von Stettin und etwa 25 Kilometer südlich von Kołobrzeg (Kolberg). Am Wohnplatz fließt der Pinnower Bach vorbei, der nach etwa 200 Metern in die Mołstowa (Molstow) mündet. Gegenüber auf dem rechten Ufer der Molstow liegt der Wohnplatz Rzesznikówko (Neu Reselkow). Das Dorf Starnin (Sternin) liegt etwa 3 Kilometer nördlich, das Dorf Rzesznikowo (Reselkow) etwa 1 Kilometer südöstlich.  

## Geschichte
Im 17. Jahrhundert, noch vor dem Dreißigjährigen Krieg, wurde Jäglin am südlichen Rand der Feldmark des Dorfes Sternin gegründet. Das kleine Rittergut Jäglin gehörte wie Sternin zunächst der adligen Familie Manteuffel. Später kam es in andere Hände und gehörte unter anderem der adligen Familie Kameke, war im Jahre 1804 wieder im Besitz eines Angehörigen der Familie Manteuffel und wurde danach mehrfach verkauft. 
In Ludwig Wilhelm Brüggemanns Ausführlicher Beschreibung des gegenwärtigen Zustandes des Königlich-Preußischen Herzogtums Vor- und Hinterpommern (1784) ist Jegelin, wie es damals geschrieben wurde, als ein „Rittersitz“ unter den adeligen Gütern des Greiffenbergischen Kreises aufgeführt. Es lag damals „mitten in einem Walde“ und zählte zwei Haushaltungen („Feuerstellen“).
Im Jahre 1818 wurde Jäglin vom Kreis Greifenberg in den Kreis Fürstenthum umgegliedert. Bei der Auflösung des Kreises Fürstenthum im Jahre 1871 kam Jäglin zum Kreis Colberg-Cörlin.  
Nach der Durchführung der Separation wurde im Jahre 1864 ein politischer Gutsbezirk Jäglin gebildet, zu dem neben dem Gut auch die Jägliner Mühle gehörte. Der Gutsbezirk umfasste eine Fläche von 114 Hektar. Im Jahre 1906 wurde der bisherige Gutsbezirk in die benachbarte Landgemeinde Reselkow eingemeindet.
Vor 1945 wurde Jäglin als Einzelhof bewirtschaftet. Letzter Eigentümer war Franz Gruel, der 65 Hektar Land besaß. 
Nach dem Zweiten Weltkrieg kam Jäglin, wie ganz Hinterpommern, an Polen. Der Ortsname wurde als Jaglino polonisiert. 
Jaglino gehört heute zum Schulzenamt Rzesznikowo in der Gmina Rymań.

## Jägliner Mühle
Etwa 200 Meter östlich von Jäglin liegt die Jägliner Mühle. Die Mühle war eine Wassermühle, später kam eine Dampfmühle hinzu. Die Jägliner Mühle gehörte zum Gutsbezirk Jäglin und wurde mit diesem im Jahre 1906 nach Reselkow eingemeindet. Zu dem Mühlenanwesen gehörten im Jahre 1861 16 Hektar Land, vor 1945 zuletzt 32 Hektar. 
Die Jägliner Mühle wurde nicht als eigener Wohnplatz der Gemeinde Reselkow geführt, war aber im amtlichen Messtischblatt mit ihrem Namen eingetragen.

## Entwicklung der Einwohnerzahlen
- 1855: 55 Einwohner[4]
- 1864: 28 Einwohner[4]
- 1885: 24 Einwohner[4]
- 1905: 24 Einwohner[4]
- 1925: 31 Einwohner[4]
- 2013: 22 Einwohner[5]